# Edlihoaivi
Edlihoaivi är en kulle i Finland.   Den ligger i den ekonomiska regionen Norra Lappland och landskapet Lappland, i den norra delen av landet, 1 000 km norr om huvudstaden Helsingfors. Toppen på Edlihoaivi är 371 meter över havet, eller 60 meter över den omgivande terrängen. Bredden vid basen är 2,9 km.
Terrängen runt Edlihoaivi är huvudsakligen lite kuperad.  Trakten runt Edlihoaivi är nära nog obefolkad, med mindre än två invånare per kvadratkilometer.